# موتور علی خالق‌پور چاه حسن
موتور علی خالق‌پور چاه حسن یک منطقهٔ مسکونی در ایران است که در دهستان جازموریان واقع شده‌است. موتور علی خالق‌پور چاه حسن ۸۰ نفر جمعیت دارد.